# Euphaedra herberti
Euphaedra herberti is een vlinder uit de onderfamilie Limenitidinae van de familie Nymphalidae. De wetenschappelijke naam van de soort is voor het eerst geldig gepubliceerd in 1891 door Emily Mary Bowdler Sharpe.